# 农谢
農謝（1926年7月7日—2019年8月4日）是前柬埔寨共產黨和紅色高棉政權的「二號人物」，曾經擔任黨中央委員會副書記和常委，地位僅次於總書記波尔布特。
農謝出生在馬德望省，原名劉平坤（Lau Ben Kon）。2003年農謝接受日本研究者採訪時聲稱自己父親是華人，母親則是汕頭華人移民與高棉族女性所生的混血兒。然而在2011年接受審判時，農謝聲稱自己僅有四分之一華裔血統，因為父親是華裔混血兒。
在赤柬時代，農謝擔任柬埔寨共產黨中央委員會常務委員、副書記和民主柬埔寨全國人大常委會委員長。
2007年9月19日，農謝在家中遭柬埔寨當局以反人类罪的罪名逮捕。2011年6月28日，柬埔寨法院特别法庭（ECCC）开庭，农谢与前外交部长英沙里、英沙里夫人前内务部长英蒂迪、前国家主席团主席乔森潘出庭受审。2014年8月7日，農謝與喬森潘因危害人類罪被判處終身監禁。2019年8月4日傍晚6時（UTC+7）於金邊的柬蘇友誼醫院逝世。